# Maki Cukadaová
Maki Cukadaová (* 5. ledna 1982 Šimocuma, Japonsko) je bývalá japonská zápasnice–judistka, olympijská vítězka z roku 2004.

## Sportovní kariéra
S judem začínala na druhém stupni základní školy. V japonské seniorské reprezentaci se poprvé objevila v roce 2001 jako studentka Tókaiské univerzity v Tokiu. Po skončení studií byla zaměstnaná u bezpečnostní agentury Sogho. V roce 2004 byla nominována na olympijské hry v Athénách a ve finále se utkala s Kubánkou Daimou Beltránovou. Začátkem druhé minuty jí soupeřka poslala technikou o-soto-gari na wazari, z následujícího boje na zemi (ne-waza) však využila Kubánčino zaváhání a dostala jí do osae-komi (držení). Získala zlatou olympijskou medaili.
V roce 2008 obhajovala první místo na olympijských hrách v Pekingu a ve finále se utkala s velkou soupeřkou Číňankou Tchung Wen. Ve druhé minutě zápasu se ujala vedení po o-uči-gari na juko a tento náskok držela do poslední minuty. Zbývalo dvacet sekund do konce když nezachytila nástup domácí Číňanky do seoi-nage a prohrála na ippon. Získala stříbrnou olympijskou medaili. Sportovní kariéru ukončila v roce 2011. Věnuje se trenérské práci.

### Vítězství
- 2001 – 1x světový pohár (Leonding)
- 2003 – 1x světový pohár (Hamburg)
- 2004 – 1x světový pohár (Fukuoka)
- 2005 – 1x světový pohár (Paříž)
- 2007 – 1x světový pohár (Paříž)
- 2009 – 2x světový pohár (Moskva, Kano Cup)
- 2010 – 1x světový pohár (Moskva)

## Výsledky

### Váhové kategorie
| Turnaj               | 2000       | 2001       | 2002       | 2003       | 2004       | 2005       | 2006       | 2007       | 2008       | 2009       | 2010       |
| Turnaj               | 18         | 19         | 20         | 21         | 22         | 23         | 24         | 25         | 26         | 27         | 28         |
| Turnaj               | těžká váha | těžká váha | těžká váha | těžká váha | těžká váha | těžká váha | těžká váha | těžká váha | těžká váha | těžká váha | těžká váha |
| -------------------- | ---------- | ---------- | ---------- | ---------- | ---------- | ---------- | ---------- | ---------- | ---------- | ---------- | ---------- |
| Olympijské hry       | —          |            |            |            | 1.         |            |            |            | 2.         |            |            |
| Mistrovství světa    |            | —          |            | 2.         |            | 3.         |            | 2.         |            | 3.         | 3.         |
| Asijské hry          |            |            | —          |            |            |            | —          |            |            |            | —          |
| Mistrovství Asie     | —          | —          |            | —          | —          | —          |            | —          | —          | —          |            |
| Mistrovství Japonska | 3.         | 3.         | 1.         | 1.         | 1.         | 1.         | 1.         | 1.         | 1.         | 2.         | 2.         |
| MS juniorů           | 1.         |            |            |            |            |            |            |            |            |            |            |

### Bez rozdílu vah
| Turnaj               | 2000 | 2001 | 2002 | 2003 | 2004 | 2005 | 2006 | 2007 | 2008 | 2009 | 2010 |
| Turnaj               | 18   | 19   | 20   | 21   | 22   | 23   | 24   | 25   | 26   | 27   | 28   |
| -------------------- | ---- | ---- | ---- | ---- | ---- | ---- | ---- | ---- | ---- | ---- | ---- |
| Mistrovství světa    |      | —    |      | —    |      | —    |      | 1.   | —    |      | —    |
| Asijské hry          |      |      | 2.   |      |      |      | —    |      |      |      | —    |
| Mistrovství Asie     | —    | —    |      | —    | —    | —    |      | —    | —    | —    |      |
| Mistrovství Japonska | ?    | 3.   | 1.   | 1.   | 1.   | 1.   | 1.   | 1.   | 1.   | 1.   | 1.   |